# MSI 6800
MSI 6800 (6800) је професионални рачунар фирме MSI који је почео да се производи у Сједињеним Америчким Државама током 1977. године.
Користио је Motorola 6800 микропроцесорску јединицу а RAM меморија рачунара је имала капацитет од од 8 KB до 64 KB (384 KB са 6809 плочом). 
Као оперативни систем кориштен је Flex (са опционом дискетном јединицом).

## Детаљни подаци
Детаљнији подаци о рачунару 6800 су дати у табели испод.
|                       |                                                      |
| [ 1 ]                 |                                                      |
| Произвођач            |                                                      |
| Тип                   | професионални рачунар                                |
| Меморија              | од 8 до 64 (384 са 6809 плочом)                      |
| Поријекло             | Сједињене Америчке Државе                            |
| Година                | 1977                                                 |
| Тастатура             | видео терминал                                       |
| Процесор              |                                                      |
| Фреквенција процесора | 2 .                                                  |
| RAM                   | од 8 до 64 (384 са 6809 плочом)                      |
| ROM                   | 4 (MIKBUG монитор)                                   |
| Текст                 | зависи од видео терминала                            |
| Графика               |                                                      |
| Боја                  |                                                      |
| Звук                  | нема                                                 |
| Димензије             | 31,3 (ширина) x 26,5 (дубина) x 6,5 (висина) / 1,915 |
| Портови               |                                                      |
| Оперативни систем     | (са опционом дискетном јединицом)                    |